# Alfred Dunhill Championship
Het Alfred Dunhill Championship is een jaarlijks golftoernooi in Zuid-Afrika, dat deel uitmaakt van de Sunshine Tour en de Europese PGA Tour. Samen met het Zuid-Afrikaans Open en het Joburg Open maakt dit toernooi ook deel uit van de Europese PGA Tour (ET). In 1995 was dit toernooi het eerste toernooi dat voor twee tours telde.

## Geschiedenis
De eerste editie van dit toernooi werd in 2000 georganiseerd op de Houghton Golf Club in Johannesburg. Dunhill was van 1990-1995 sponsor van het PGA Kampioenschap geweest maar besloot toen de samenwerking met de Zuid-Afrikaanse PGA te verbreken en een eigen toernooi op te richten, dat vervolgens deel uit ging maken van de Europese Tour. 
In 2004 werd het toernooi tweemaal gehouden als gevolg van een verplaatsing van het event naar december: in januari won Marcel Siem (seizoen 2004), in december won Charl Schwartzel (seizoen 2005). Daarna won Schwartzel het toernooi opnieuw in 2012, 2013 en 2015, waarmee hij ook recordhouder is. 

## Golfbanen
| Jaren      | Golfbaan                | Stad         |
| ---------- | ----------------------- | ------------ |
| 2000-2004  | Houghton Golf Club      | Johannesburg |
| 2005-heden | Leopard Creek Golf Club | Mpumalanga   |

Het baanrecord van Leopard Creek is 63 en staat op naam van Sébastien Gros sinds 2015.

## Winnaars
| Jaar                        | Seizoen                                                            | Seizoen                                                            | Winnaar                                                            | Score                                                              | Score                                                              | Info                                                                                               |                             |                             |
| Jaar                        | Sunshine                                                           | Europese                                                           | Winnaar                                                            | Score                                                              | Score                                                              | Info                                                                                               |                             |                             |
| Alfred Dunhill Championship | Alfred Dunhill Championship                                        | Alfred Dunhill Championship                                        | Alfred Dunhill Championship                                        | Alfred Dunhill Championship                                        | Alfred Dunhill Championship                                        | Alfred Dunhill Championship                                                                        | Alfred Dunhill Championship | Alfred Dunhill Championship |
| --------------------------- | ------------------------------------------------------------------ | ------------------------------------------------------------------ | ------------------------------------------------------------------ | ------------------------------------------------------------------ | ------------------------------------------------------------------ | -------------------------------------------------------------------------------------------------- | --------------------------- | --------------------------- |
| 20001                       | 1999/00                                                            | 2000                                                               | Anthony Wall                                                       | 204                                                                | –12                                                                | 54-holes (regenweer)                                                                               |                             |                             |
| 2001                        | 2000/01                                                            | 2001                                                               | Adam Scott                                                         | 267                                                                | –21                                                                | |                             |                             |
| Dunhill Championship        |                                                                    |                                                                    |                                                                    |                                                                    |                                                                    | |                             |                             |
| 2002                        | 2001/02                                                            | 2002                                                               | Justin Rose                                                        | 268                                                                | –20                                                                | |                             |                             |
| 2003                        | 2002/03                                                            | 2003                                                               | Mark Foster po                                                     | 273                                                                | –15                                                                | Won de play-off van Anders Hansen, Trevor Immelman, Paul Lawrie, Doug McGuigan en Bradford Vaughan |                             |                             |
| 20042                       | 2003/04                                                            | 2004                                                               | Marcel Siem po                                                     | 266                                                                | –22                                                                | Won de play-off van Grégory Havret en Raphaël Jacquelin                                            |                             |                             |
| 20042                       | 2004/05                                                            | 2005                                                               | Charl Schwartzel po                                                | 281                                                                | –7                                                                 | Won de play-off van Neil Cheetham                                                                  |                             |                             |
| 2005                        | 2005/06                                                            | 2006                                                               | Ernie Els                                                          | 274                                                                | –14                                                                | |                             |                             |
| Alfred Dunhill Championship |                                                                    |                                                                    |                                                                    |                                                                    |                                                                    | |                             |                             |
| 2006                        | 2006/07                                                            | 2007                                                               | Alvaro Quiros                                                      | 275                                                                | –13                                                                | |                             |                             |
| 2007                        | 2007                                                               | 2008                                                               | John Bickerton                                                     | 275                                                                | –13                                                                | |                             |                             |
| 2008                        | 2008                                                               | 2009                                                               | Richard Sterne                                                     | 271                                                                | –17                                                                | |                             |                             |
| 2009                        | 2009                                                               | 2010                                                               | Pablo Martín                                                       | 271                                                                | –17                                                                | |                             |                             |
| 2010                        | 2010                                                               | 2011                                                               | Pablo Martín                                                       | 277                                                                | –11                                                                | |                             |                             |
| 2011                        | 2011                                                               | 2011                                                               | Garth Mulroy                                                       | 269                                                                | –19                                                                | |                             |                             |
| 2012                        | 2012                                                               | 2013                                                               | Charl Schwartzel                                                   | 264                                                                | –24                                                                | |                             |                             |
| 2013                        | 2013                                                               | 2014                                                               | Charl Schwartzel                                                   | 271                                                                | –17                                                                | |                             |                             |
| 2014                        | 2014                                                               | 2015                                                               | Branden Grace                                                      | 268                                                                | –20                                                                | |                             |                             |
| 2015                        | 2015                                                               | 2016                                                               | Charl Schwartzel                                                   | 273                                                                | –15                                                                | vierde overwinning van dit toernooi                                                                |                             |                             |
| 2016                        | 2016                                                               | 2017                                                               | Brandon Stone                                                      | 267                                                                | –21                                                                | |                             |                             |
| 2017                        | Geen toernooi omwille van heraanleg van de Leopard Creek Golf Club | Geen toernooi omwille van heraanleg van de Leopard Creek Golf Club | Geen toernooi omwille van heraanleg van de Leopard Creek Golf Club | Geen toernooi omwille van heraanleg van de Leopard Creek Golf Club | Geen toernooi omwille van heraanleg van de Leopard Creek Golf Club | Geen toernooi omwille van heraanleg van de Leopard Creek Golf Club                                 |                             |                             |
| 2018                        | 2018                                                               | 2018                                                               | David Lipsky                                                       | 274                                                                | –14                                                                | |                             |                             |
| 2019                        | 2019                                                               | 2019                                                               | Pablo Larrazábal                                                   | 280                                                                | –8                                                                 | |                             |                             |
| 2020                        | 2020                                                               | 2020                                                               | Christiaan Bezuidenhout                                            | 274                                                                | –14                                                                | |                             |                             |

2 Als gevolg van een herschikking in 2004, werd het toernooi twee keer georganiseerd.
| Toernooirecord |  | po = winnaar na play-off |